# 塩源県
塩源県（えんげん-けん、四川彝語: ꑸꑼꑤ）は中華人民共和国四川省涼山イ族自治州西南部に位置する県。

## 地理
雲貴高原に位置し、雲南省麗江市寧蒗イ族自治県との境界に瀘沽湖がある。

## 行政区画
- 街道:塩井街道
- 鎮:衛城鎮、梅雨鎮、白烏鎮、樹河鎮、黄草鎮、平川鎮、瀘沽湖鎮、官地鎮、梅子坪鎮、潤塩鎮、長柏鎮、甲米鎮、棉椏鎮、塩塘鎮、金河鎮、竜塘鎮、興隆鎮
- 郷:藤橋郷、田湾郷、右所郷、沃底郷、窪里郷
- 民族郷:大坡モンゴル族郷

## 交通

### 道路
国道
- G248国道（中国語版）

## 健康・医療・衛生
- 塩源県人民医院